# Glicerolo-3-fosfato deidrogenasi
La glicerolo-3-fosfato deidrogenasi è un enzima appartenente alla classe delle ossidoreduttasi, che catalizza la seguente reazione:
sn-glicerolo 3-fosfato + accettore ⇄ glicerone fosfato + accettore ridotto